# Minas Avetisjanmuseet

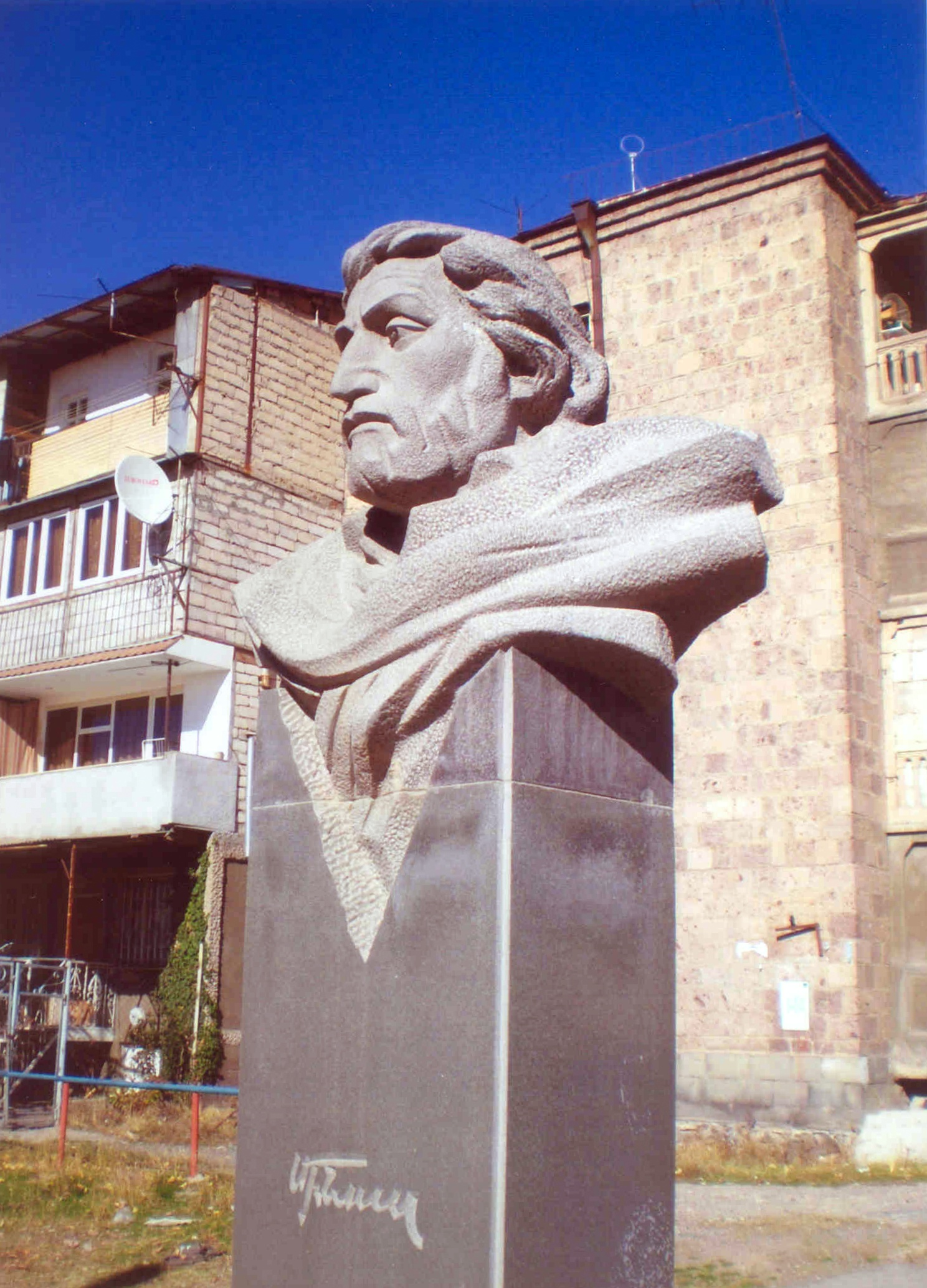
Byst av Minas Avetisjan i Zeytun i distriktet Kanaker-Zeytun i Jerevan.

Minas Avetisjanmuseet är ett personmuseum i Jajur (Djadjur) i provinsen Shirak i Armenien, som är tillägnat målaren Minas Avetisjan (1928–1975).
Minas Avetisjanmuseet invigdes i juli 1982. Det förstördes i jordbävningen i Armenien 1988, men återöppnades 2005.
Ett 30-tal konstverk ställs ut i museet. Fresken Toros Roslins födelse flyttades till museet 2010.